# TV-året 1950

## Händelser

### Februari
- 12 februari – Europeiska radio- och TV-unionen grundas av 23 medlemsföretag från lika många länder i den brittiska kuststaden Torquay.

### Maj
- 5 maj–4 juni – På nöjesfältet Liseberg i Göteborg ordnar ett brittiskt bolag provsändningar av TV med Per-Martin Hamberg som programchef och Åke Falck som programledare.[1]

## Födda
- 10 april – Johan Thorén, svensk stuntman och TV-person.